# Головинские Рамешки
Головинские Рамешки — деревня в городском округе Шаховская Московской области.

## Население
| 1859 | 1926 | 2002 | 2006 | 2010 |
| ---- | ---- | ---- | ---- | ---- |
| 192  | ↗270 | ↘4   | ↘1   | ↗2   |

## География
Деревня расположена в южной части округа, примерно в 18 км к юго-западу от райцентра Шаховская, на правом берегу малой речки Жидовохи, бассейна Рузы, высота центра над уровнем моря 227 м. Ближайшие населённые пункты — Куркино на юго-востоке и Дубранивка на юго-западе. В Головинских Рамешках родился Герой Советского Союза Пётр Васильевич Базанов.

## Исторические сведения
В 1769 году Раменки — деревня Хованского стана Волоколамского уезда Московской губернии в составе большого владения коллежского советника Владимира Федоровича Шереметева. В деревне 19 дворов и 71 душа.
В середине XIX века деревня Рамушки относилась к 1-му стану  Волоколамского уезда Московской губернии и принадлежало генерал-майорше Набаловой. В деревне было 23 двора, крестьян 101 душа мужского пола и 104 души женского.
На карте Московской губернии 1860 года Ф. Ф. Шуберта — Рамешки.
В «Списке населённых мест» 1862 года Римушки — владельческая деревня 1-го стана Волоколамского уезда Московской губернии по правую сторону Московского тракта, шедшего от границы Зубцовского уезда на город Волоколамск, в 39 верстах от уездного города, при речке Жидовохе, с 30 дворами и 192 жителями (97 мужчин, 95 женщин).
По данным на 1890 год деревня Рамешки входила в состав Серединской волости, число душ мужского пола составляло 94 человека.
В 1913 году в деревне Раменки — 30 дворов.
По материалам Всесоюзной переписи населения 1926 года — деревня Куркинского сельсовета, проживало 270 человек (126 мужчин, 144 женщины), насчитывалось 45 хозяйств (42 крестьянских).
С 1929 года — населённый пункт в составе Шаховского района Московской области.
1994—2006 гг. — деревня Косиловского сельского округа Шаховского района.
2006—2015 гг. — деревня сельского поселения Серединское Шаховского района.
2015 г. — н. в. — деревня городского округа Шаховская Московской области.